# Jeopark Kula Belediye Spor Kulübü
Il Jeopark Kula Belediye Spor Kulübü è una società pallavolistica turca, con sede a Kula: milita nel campionato turco di Voleybol 1. Ligi.

## Storia
Il Kula Belediye Spor Kulübü viene fondato nel 2010. Dopo qualche anno nelle categorie minori del campionato turco, raggiunge la Voleybol 2. Ligi, finendo tuttavia per retrocedere al termine del campionato 2013-14, riconquistando prontamente la serie cadetta, e del campionato 2015-16. Rinominato come Jeopark Kula Belediye Spor Kulübü e ripescato, nel campionato seguente il club centra la promozione in Efeler Ligi classificandosi secondo nella finale dei play-off promozione.
Esordisce nella massima divisione turca nella stagione 2017-18, classificandosi al decimo posto e partecipando per la prima volta alla Coppa di Turchia, eliminato agli ottavi di finale. Poco dopo l'avvio della stagione seguente il club annuncia il ritiro dal campionato per problemi economici, ritornando sui propri passi qualche giorno dopo; termina quindi l'annata all'ultimo posto in classifica, retrocedendo in Voleybol 1. Ligi.

## Denominazioni precedenti
- 2010-2016: Kula Belediye Spor Kulübü